# Oost-Chinees muskushert
Het Oost-Chinees muskushert (Moschus berezovskii) is een zoogdier uit de familie van de muskusherten (Moschidae). De wetenschappelijke naam van de soort werd voor het eerst geldig gepubliceerd door Flerov in 1929. Het Oost-Chinees muskushert leeft in naald- of loofbossen, gemengde bossen en in struikgewas 2.000-3.800 m boven de zeespiegel. In Vietnam leeft het dier in kalksteengebieden. Ze zijn het actiefst tussen zonsondergang en zonsopgang, afgewisseld met rusten en eten. Ze eten bladeren, grassen, mos, korstmossen, scheuten en twijgen. De dieren zijn schuw, sedentair en blijven het hele jaar binnen een bepaald gebied . Mannetjes maken gebruik van hun grote muskusklier om hun territorium te verdedigen en om partners aan te trekken. Wanneer ze gealarmeerd zijn, maken ze grote sprongen en scherpe bochten. Ze kunnen behendig in bomen springen om te ontkomen aan hun vijanden. De belangrijkste roofdieren zijn luipaarden, marters, vossen, wolven, lynxen en vooral mensen. De dracht duurt 6,5 maanden, waarna één of twee jongen worden geboren. Tijdens de eerste twee maanden liggen de jonge herten verborgen in afgelegen gebieden, onafhankelijk van hun moeders, behalve op voedertijden. Ze worden drie tot vier maanden gespeend en bereiken hun geslachtsrijpheid binnen 24 maanden. Ze kunnen maximaal 20 jaar oud worden.

## Voorkomen
De soort komt voor in China en Vietnam.
Moschus anhuiensis · Oost-Chinees muskushert (M. berezovskii) · Himalayamuskushert (M. chrysogaster) · Kashmirmuskushert (M. cupreus) · Zwart muskushert (M. fuscus) · Witbuikmuskushert (M. leucogaster) · Siberisch muskushert (M. moschiferus)